# Brown-Mountain-Lichter

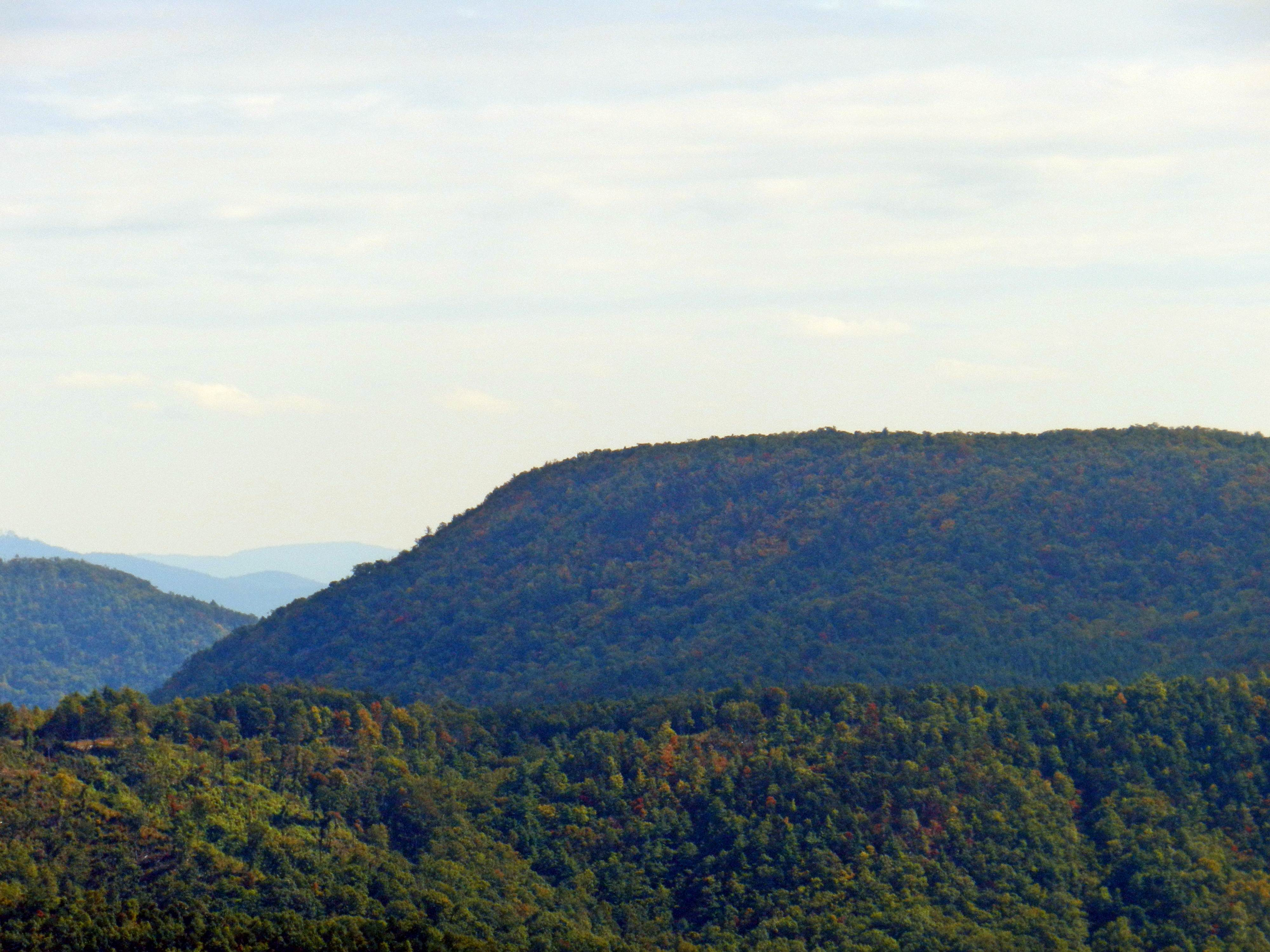
Brown Mountain im Pisgah National Forest, North Carolina

Als Brown-Mountain-Lichter bezeichnen die Ufologie und die Parawissenschaft ein seit mindestens 1913 beobachtetes und dokumentiertes Phänomen von Leuchterscheinungen, die große Ähnlichkeiten mit den Marfa-Lichtern und den berühmten Lichtern von Hessdalen aufweisen sollen. Das Phänomen soll am und um den Brown Mountain herum nahe den Städten Hickory und Morganton im US-Bundesstaat North Carolina auftreten.

## Beschreibung
Die Brown-Mountain-Lichter werden stets bei Nacht beobachtet und unterschiedlich beschrieben. So sollen sie mal als wild flackernde, flammenähnliche Gebilde erscheinen, mal als schwach pulsierende Kugeln unterschiedlicher Größe. Auch die Farben reichen, je nach Bericht, von Weiß über Gelb bis hin zu Bläulich. In den meisten Fällen sollen die Lichter gemächlich entlang des Brown Mountain dahinziehen, manchmal werden sie hingegen als stationär beschrieben. Oft sollen die Lichter paarweise oder in Gruppen auftauchen, um dann scheinbar einander zu jagen. Sie erscheinen und verschwinden meist schlagartig.

## Folklore und Forschung
Einer örtlichen Legende zufolge soll es sich bei den Brown-Mountain-Lichtern um die Seelen getöteter Cherokee- und Catawba-Indianer handeln, die am Fuße des Berges nach den Seelen ihrer geliebten Frauen suchen. Andere Versionen dieser Legende behaupten, die Seelen der Cherokee und der Catawba würden noch heute am Brown Mountain gegeneinander kämpfen. 
Der erste gedruckte Bericht über die Brown-Mountain-Lichter stammt aus der Gazette Charlotte Daily Observer vom 13. September 1913. In dem Artikel heißt es, eine Gruppe von ortsansässigen Fischern habe vom Meer aus über mehrere Nächte hinweg rote, flackernde Lichtkugeln beobachtet, die südöstlich nahe der Flanke des Brown Mountain aufgestiegen und hinter den Bergen verschwunden seien. Der Vorfall wurde der Zeitung zufolge kurz darauf von D.B. Sterrett, einem Mitglied des U.S. Geological Survey, untersucht. Dieser fand heraus, dass die Fischer offenbar von den Lichtern der Lokomotive einer nahegelegenen Bahnstrecke im Catawba-Tal genarrt worden waren. Die Anwohner aber widersprachen dieser Theorie energisch, da die Lichter bereits aus Zeiten bekannt gewesen sein sollen, in denen es noch gar keinen Bahnverkehr in North Carolina gab.
Da die Berichte über unheimliche Lichter am Brown Mountain nicht nachließen, ließ im Jahr 1922 das U.S. Geological Survey den Experten George Rogers Mansfield weitere Vorkommnisse untersuchen. Hintergrund waren Berichte über Leuchterscheinungen während und unmittelbar nach einer schweren Flutkatastrophe im Jahr 1916, welche den Fahrverkehr für lange Zeit lahmlegte. Mansfield stellte fest, dass 44 % der Erscheinungen auf die Lichter von Fahrzeugen zurückzuführen waren, 33 % dem neuen Bahnverkehr, 10 % öffentlichen Stationslichtern und weitere 10 % fielen auf natürliche Buschfeuer. 3 % blieben unerklärt, doch Mansfield argwöhnte, ob die Zeugen eventuell Glühwürmchen gesehen haben könnten. 
Im Jahr 1977 fand ein Experiment statt, bei dem ein 500.000 W starkes Licht von einer 22 Meilen entfernten Stadt auf die Westflanke des Brown Mountain gerichtet wurde, wo Schaulustige und Teilnehmer auf eine Erscheinung hofften. Infolgedessen kam es zu Berichten, wonach in der fraglichen Nacht eine „schwebende, orange-rote Lichtkugel“ über dem Brown Mountain gesehen worden sei. Die Forscher schlossen aus dem Experiment, dass die meisten vorgeblichen „Geisterlichter“ auf Luftspiegelungen zurückzuführen sind.
Neben den bisherigen Theorien zum Ursprung der Brown-Mountain-Lichter wurden und werden weitere Erklärungsvorschläge herangezogen. So vermuten einige Forscher, dass es sich um Elmsfeuer oder Fuchsfeuer handeln könnte, andere schlagen auch sogenannte Irrlichter als Ursache vor. In den Parawissenschaften (insbesondere der Ufologie) werden die Lichter schlicht als „unbekannte Flugobjekte“ bezeichnet.